# اتاق سرور

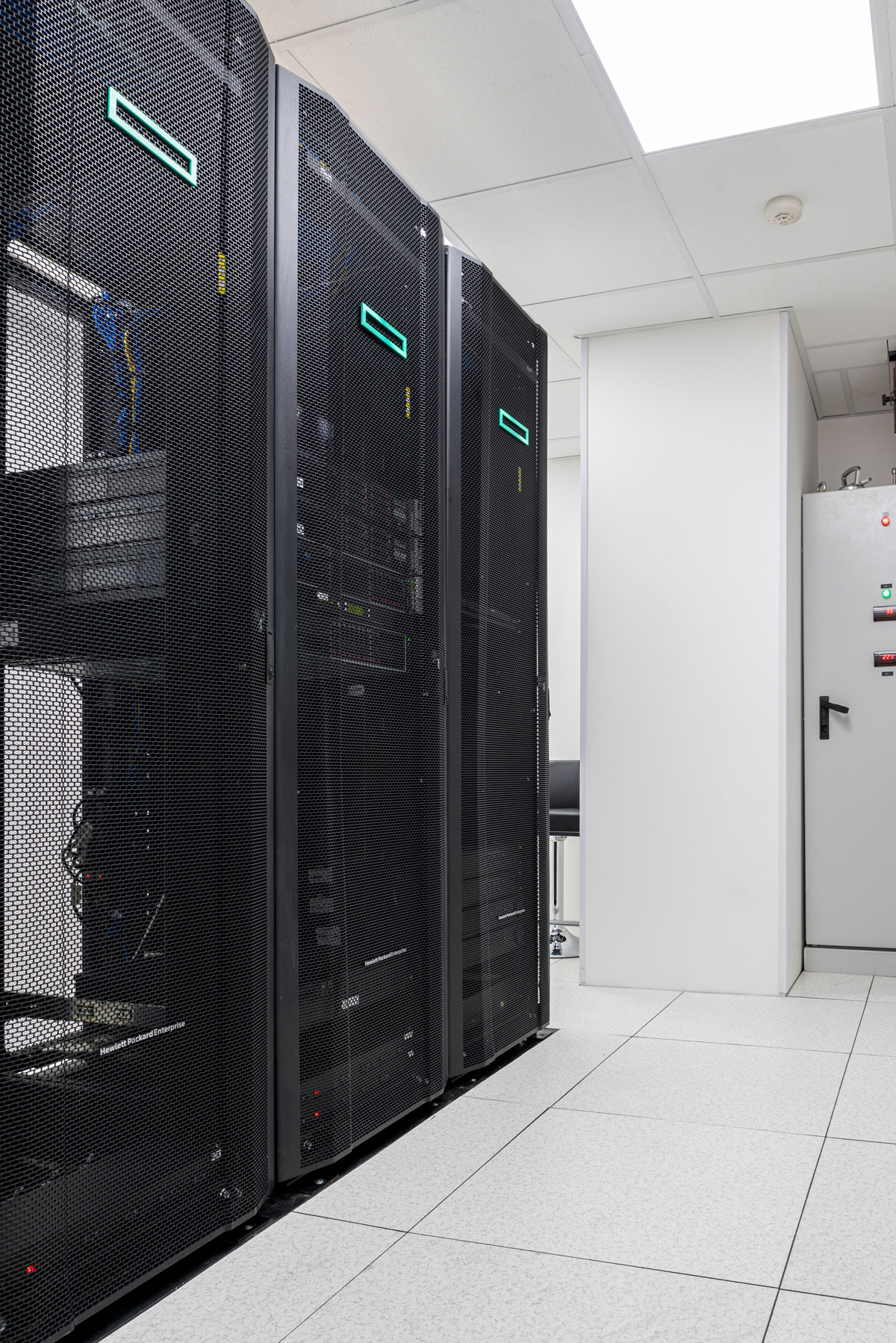
یک اتاق سرور در شرکت دانش بنیان پایدار تجارت معتمد در ایران

اتاق سرور ، یا مرکز داده، اصلی‌ترین بخش یک شبکه ساخت یافته در سازمانها می‌باشد. نیاز به مدیریت متمرکز منابع، کاهش هزینه‌های نگهداری، مقابله مؤثر با تهدیدات امنیتی و حصول اطمینان از عملکرد صحیح تجهیزات بصورت ۲۴ ساعته، طراحی یک دیتاسنتر یا اتاق سرور مناسب با ویژگیهای مورد نیاز را اجتناب ناپذیر نموده‌است ، که معمولاً دارای تهویه مطبوع است و به کار مداوم سرورهای رایانه اختصاص دارد. کل ساختمان یا ایستگاه اختصاص داده شده به این منظور مرکز داده‌است.
رایانه‌های موجود در اتاق‌های سرور معمولاً سیستم‌هایی بدون سر هستند که می‌توانند از راه دور از طریق سوئیچ KVM یا نرم‌افزار مدیریت از راه دور مانند Secure Shell (ssh)، VNC و دسک تاپ از راه دور کار کنند.
آب و هوا یکی از عواملی است که بر مصرف انرژی و تأثیرات محیطی اتاق سرور تأثیر می‌گذارد. در مناطقی که آب و هوا به خنک سازی و مقدار زیادی برق تجدیدپذیر کمک می‌کند، اثرات زیست‌محیطی معتدل تر خواهد بود؛ بنابراین، کشورهایی با شرایط مطلوب مانند کانادا، فنلاند، سوئد، و سوئیس در تلاشند شرکت‌های بیشتری را برای قرار دادن اتاق‌های سرور خود در آنجا جذب کنند.

## ملاحظات طراحی
ساخت یک اتاق سرور یا اتاق کامپیوتر نیاز به توجه دقیق به شش ملاحظه اصلی طراحی دارد:

### محل
مکان رایانه یا اتاق سرور اولین ملاحظه است، حتی قبل از در نظر گرفتن طرح مطالب اتاق. اکثر طراحان متفق‌القول هستند که، در صورت امکان، اتاق کامپیوتر در جایی ساخته نمی‌شود که یکی از دیوارهای آن یک دیوار خارجی ساختمان باشد. دیواره‌های خارجی اغلب می‌توانند کاملاً مرطوب باشند و می‌توانند حاوی لوله‌های آب باشند که می‌تواند باعث ترکیدن و خالی شدن تجهیزات شود. جلوگیری از پنجره‌های خارجی به معنای جلوگیری از خطر امنیتی و خرابی است. اجتناب از هر دو طبقه آخر و زیرزمین به معنی جلوگیری از جاری شدن سیل، و نشت در مورد سقف‌ها است. سرانجام، اتاق‌های سرور باید به دلیل کابل کشی افقی که از این اتاق تا دستگاه‌های اتاق‌های دیگر گسترش می‌یابد، در مرکز قرار داشته باشند. اگر یک اتاق رایانه متمرکز امکان‌پذیر نباشد، کمدهای سرور در هر طبقه ممکن است یک گزینه باشد. اینجا جایی است که تجهیزات رایانه ای، شبکه ای و تلفنی در کمد قرار دارند و هر کمد روی زمینی که سرویس می‌دهند بالای هم قرار گرفته‌اند.
علاوه بر خطرات دیوارهای خارجی، طراحان باید منابع احتمالی تداخل در مجاورت اتاق کامپیوتر را ارزیابی کنند. طراحی چنین اتاقی به معنای پاک نگه داشتن فرستنده‌های رادیویی و تداخل الکتریکی نیروگاه‌ها یا بالابرها و غیره است.
سایر ملاحظات طراحی فیزیکی از اندازه اتاق، اندازه درب و سطح شیب دار دسترسی (برای ورود و خروج تجهیزات) به سازمان کابل، امنیت فیزیکی و دسترسی به تعمیر و نگهداری است.

### تهویه مطبوع
تجهیزات رایانه ای گرما تولید می‌کنند و به گرما، رطوبت و گرد و غبار حساس هستند، همچنین نیاز به انعطاف‌پذیری بسیار بالا و نیازهای خرابی دارند. حفظ درجه حرارت و رطوبت پایدار در حد تحمل شدید برای قابلیت اطمینان سیستم IT حیاتی است.
در بیشتر اتاقهای سرور سیستمهای «کنترل تهویه مطبوع نزدیک»، که به آنها سیستمهای PAC (تهویه مطبوع دقیق) نیز می‌گویند، نصب شده‌است. این سیستم‌ها دما، رطوبت و فیلتراسیون ذرات را در مدت تحمل شدید ۲۴ ساعت در روز کنترل می‌کنند و می‌توانند از راه دور کنترل شوند. وقتی شرایط در اتاق سرور خارج از میزان تحمل تعریف شده باشد، آنها می‌توانند هشدارهای خودکار داخلی داشته باشند.
طراحی‌های تهویه مطبوع برای اکثر اتاق‌های رایانه یا سرور بسته به ملاحظات مختلف طراحی متفاوت خواهد بود، اما به‌طور کلی یکی از دو نوع تنظیمات «جریان بالا» و «جریان پایین» است.

#### تهویه مطبوع جریان بالا
این نوع تهویه هوا هوا را به قسمت جلوی واحد کنترل‌کننده هوا (AHU) می‌کشد، هوا را روی مبدل حرارتی خنک می‌کند، سپس هوای خنک شده را از طریق قسمت بالایی یا مجاری به بیرون توزیع می‌کند. این طبقه‌بندی تهویه مطبوع برای اتاق‌های رایانه ای مجهز به اتاق که دارای کف عمق کافی نیستند یا اصلاً وجود ندارند، مناسب است.

#### تهویه مطبوع جریان پایین
به‌طور معمول، این نوع واحد تهویه مطبوع هوا را به بالای واحد انتقال هوا می‌کشد، هوا را روی مبدل حرارتی خنک می‌کند، سپس هوا را از پایین به داخل فضای خالی کف توزیع می‌کند. سپس این هوای مطبوع از طریق مشبک‌های طبقه ای که استراتژیک قرار داده‌اند و به بعد به قفسه‌های تجهیزات به اتاق سرور تخلیه می‌شود. این سیستم‌ها به خوبی برای ساختمانهای اداری جدید مناسب هستند که در آن طراحی می‌تواند کفهای برجسته مناسب برای مجاری به قفسه‌های رایانه را شامل شود.

#### راهرو گرم / راهرو سرد

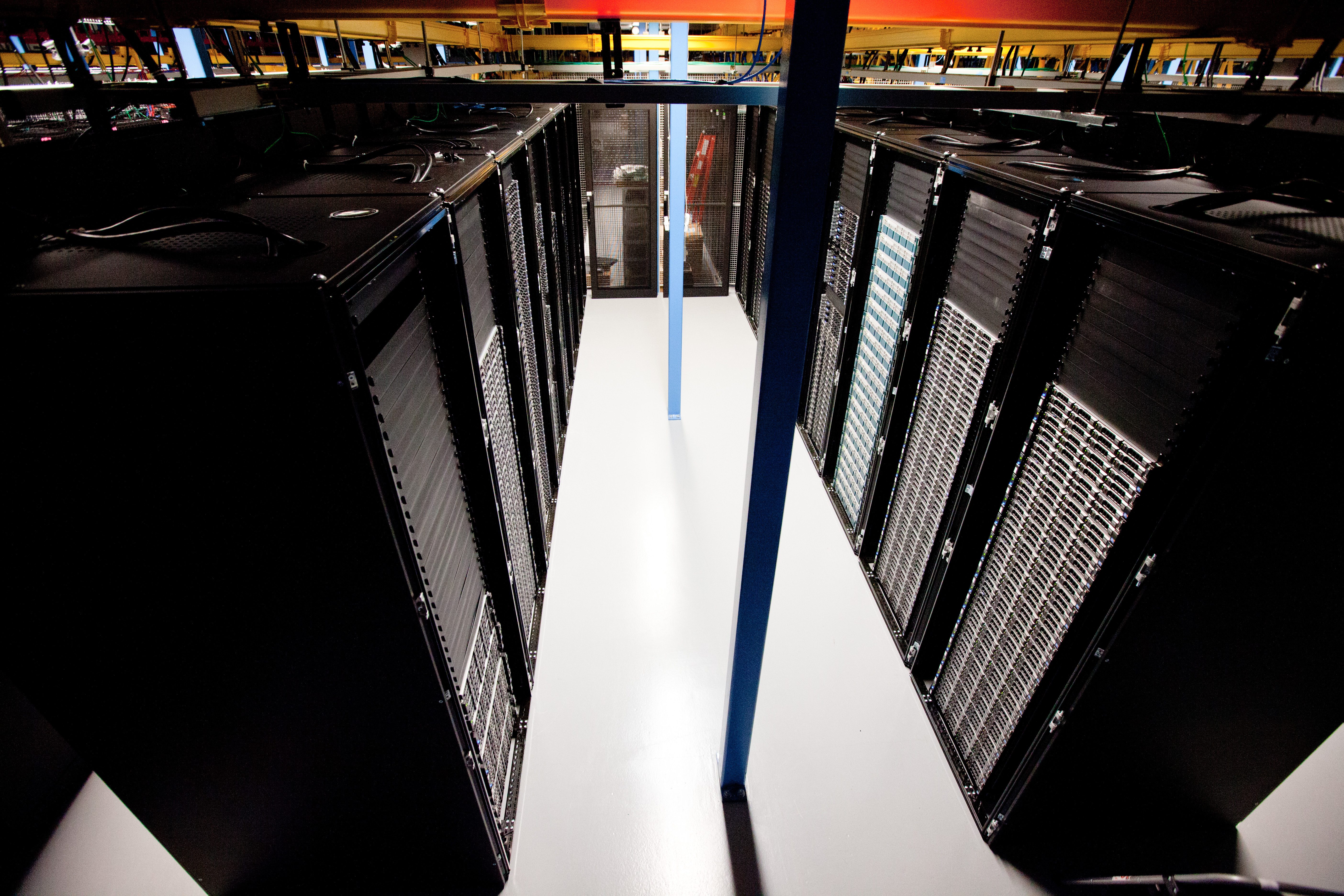
سرورهای ویکی‌مدیا در سال ۲۰۱۲

تنظیمات راهرو گرم / راهرو سرد جهت هر ردیف دیگر را به جلو تغییر می‌دهد تا دو ردیف رو به هم قرار بگیرند و پشت آنها به ردیف بعدی باشد. با این کار از خروج داغ یک ردیف رک به مکش ورودی خنک‌کننده یک ردیف مجاور جلوگیری می‌شود. کانال‌ها یا دریچه‌های تهویه مطبوع بین دو جبهه قرار دارند زیرا بیشتر تجهیزات از جلو به عقب منافذ می‌شوند. اشکال در پیکربندی راهرو گرم / راهرو سرد بسته نشده این است که مقدار قابل توجهی اختلاط کنترل نشده یا بای پس از هوای گرم و سرد در خارج از تجهیزات وجود دارد.

#### مهار راهرو
در یک پیکربندی مهار راهرو، یکی از راهروها با دیوارها، سقف‌ها و درهای دسترسی محصور شده‌است تا فضای بسته‌ای ایجاد شود. محدودیت راهرو اجازه نمی‌دهد که هوای گرم و سرد با بای پس مخلوط شود. این امر باعث می‌شود که همه تحولات هوای سرد و گرم در داخل تجهیزات اتفاق بیفتد. برای جلوگیری از شکافهای باز قفسه یا سایر نشتی جریان هوا، دقت لازم صورت می‌گیرد تا قسمت جلویی قفسه را به دیواری مداوم در راهروی موجود تبدیل کنید.

#### خنک‌کننده مایع و بهره‌وری انرژی
پذیرش فناوری‌های خنک‌کننده مایع امکان طراحی بسیار کارآمد اتاق سرور را فراهم کرده‌است. با استفاده از فناوری‌های خنک‌کننده مایع، اتاق‌های سرور دیگر به سیستم‌های تهویه مطبوع مصرف‌کننده انرژی اعتماد نمی‌کنند. در عوض، تمام گرما در مایع گرفته می‌شود، که می‌توان آن را با یک کولر خشک ساده و کارآمد رد کرد.
عامل دیگر استفاده از مایع، احتمال استفاده مجدد از گرما است. اتاق‌های سرور به آرامی به بخشی از سیستم‌های گرمایشی تبدیل می‌شوند و در همان اتاق‌ها ادغام می‌شوند یا از طریق مدار آب به فضای مطلوب ساختمان‌ها متصل می‌شوند. این اجازه می‌دهد تا نصب گرمایش قبل از استفاده از وسایل گرمایش متناوب، از گرمای سرور استفاده کند. اصول زنجیره دما به آهستگی اتخاذ می‌شود تا سطح دمای کافی برای حالات استفاده مجدد ایجاد شود.

### حفاظت در مقابل آتش
هدف اصلی سیستم حفاظت از آتش باید شناسایی و هشدار آتش در مراحل اولیه باشد، سپس بدون ایجاد اختلال در جریان کار و بدون تهدید پرسنل در محل، آتش را تحت کنترل درآورد. فناوری مهار آتش اتاق سرور تا زمانی که اتاق سرور وجود داشته باشد وجود داشته‌است. به‌طور سنتی، بیشتر اتاق‌های کامپیوتر از گاز هالون استفاده می‌کردند، اما نشان داده شده‌است که این سازگار با محیط زیست نیست (ازن تخریب می‌کند) و برای انسان ایمن نیست. اتاق‌های رایانه مدرن از ترکیب گازهای بی اثر مانند نیتروژن، آرگون و دی‌اکسید کربن استفاده می‌کنند. سایر محلول‌ها شامل عوامل شیمیایی تمیز مانند FM200 و همچنین محلول‌های هوایی کم اکسیژن است که سطح اکسیژن را پایین می‌آورد. برای جلوگیری از گسترش آتش‌سوزی به دلیل تولید کابل داده و گرمای سیم، سازمان‌ها از کابل پلنوم پوشش داده شده با لوله FEP نیز استفاده کرده‌اند. این پلاستیک تولید گرما را کاهش می‌دهد و از فلز مواد به‌طور مؤثر محافظت می‌کند.

### اثبات آینده
با تحول و رشد سازمان‌ها و تغییر فناوری، تقاضای اتاق‌های سرور به‌طور مداوم در حال تغییر است. یک قسمت اساسی از طراحی اتاق کامپیوتر، عایق بندی آینده است تا بتوان با کمترین تلاش نیازهای جدید را تأمین کرد. با رشد نیازهای محاسباتی، قدرت و سرمایش اتاق سرور نیز افزایش می‌یابد. به عنوان یک راهنمای خشن، برای هر ۱۰۰ مورد اضافی کیلووات تجهیزات نصب شده، ۳۰ بیشتر برای خنک کردن آن به کیلو وات برق نیاز است. در نتیجه، طراحی‌های تهویه مطبوع باید از همان ابتدا مقیاس پذیری طراحی شده باشند.
انتخاب رک‌ها در اتاق سرور معمولاً عامل اصلی در تعیین فضا است. بسیاری از سازمان‌ها از قفسه‌های تله یا کابینت‌های بسته استفاده می‌کنند تا از فضای موجود بیشترین استفاده را ببرند. امروزه با وجود سرورهایی با سرورهای تک ردیف (1U) و پره ای جدید، یک رک ۱۹ یا ۲۳ اینچی می‌تواند از ۴۲ تا صدها سرور را در خود جای دهد.

### افزونگی
اگر سیستم‌های رایانه ای در یک اتاق سرور مأموریت حیاتی داشته باشند، از بین بردن نقاط خرابی و حالت‌های مشترک ممکن است از اهمیت بالایی برخوردار باشد. سطح افزونگی مطلوب توسط عواملی تعیین می‌شود از جمله اینکه آیا سازمان در حین فعال شدن سیستم‌های خرابی می‌تواند وقفه را تحمل کند یا باید بدون تأثیرات تجاری یکپارچه باشد. در اینجا به جز افزونگی سخت‌افزار رایانه، تأمین منبع تغذیه خراب و خنک‌کننده مورد توجه است.